# سونيا فيرير
سونيا فيرير (بالإسبانية: Sonia Ferrer)‏ هي مقدمة تلفزيونية وعارضة وصحفية وممثلة إسبانية، ولدت في 26 سبتمبر 1977 في برشلونة في إسبانيا.

## وصلات خارجية
- سونيا فيرير على موقع IMDb (الإنجليزية)